# Rincón de Ramírez
Rincón de Ramírez är en ort i Mexiko.   Den ligger i kommunen Tamasopo och delstaten San Luis Potosí, i den centrala delen av landet, 270 km norr om huvudstaden Mexico City. Rincón de Ramírez ligger 842 meter över havet och antalet invånare är 223.
Terrängen runt Rincón de Ramírez är kuperad. Runt Rincón de Ramírez är det ganska glesbefolkat, med 21 invånare per kvadratkilometer. Närmaste större samhälle är Tamasopo, 15,9 km nordost om Rincón de Ramírez. I omgivningarna runt Rincón de Ramírez växer huvudsakligen savannskog.